# 菲利普·科特勒
菲利普·科特勒（英語：Philip Kotler，1931年5月27日—）是世界上市场营销学的权威之一，美国西北大学凯洛管理学院国际营销专业庄臣（英語：S. C. Johnson）名誉教授（1962－2018），教授国际市场营销学。

## 生平
1931年出生于美国芝加哥，父母均是俄罗斯帝国移民（现属乌克兰），曾获得芝加哥大学经济学硕士学位和麻省理工学院经济学博士学位，也曾在哈佛大学从事数学方面的博士後研究計劃和在芝加哥大学从事行为科学方面的博士後研究工作。他著有55本市场营销书籍，其中包括《市场营销原理》、《科特勒谈营销：怎么创造市场、赢得市场、统治市场》及《营销革命3.0:从产品到顾客,再到人文精神》。按照他的描述，战略营销的作用是将“社会需求与工业模式联系起来”。
科特勒现任美国管理科学联合市场营销学会主席、美国市场营销协会理事、营销科学学会托管人、管理分析中心主任、杨克罗维奇咨询委员会成员、哥白尼咨询委员会成员。除此以外，他还是许多美国和外国大公司在营销战略和计划、营销组织、整合营销上的顾问。
科特勒是将近二十本著作的作者，为《哈佛商业评论》、《加州管理杂志》、《管理科学》等專業管理杂志撰写了100餘篇论文，是唯一得过三次阿尔法·卡帕·普西奖的学者，获得美国市场营销学会和国际销售和营销管理者组织的奖项。他曾访问欧洲、亚洲和南美，为许多公司讲课并提供指导。

## 延伸阅读

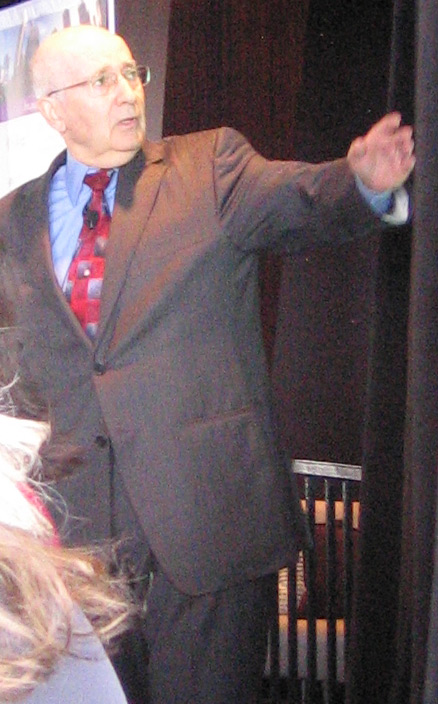
菲利普·科特勒

- “What Next?” – An Interview with Philip Kotler on the Future of Marketing" (The Marketing Journal), January 15, 2016 （页面存档备份，存于）
- “Phil Kotler on the Relationship between Marketing and Capitalism" (FIXCapitalism.com) （页面存档备份，存于）
- “Can Marketing Improve Capitalism?" (Huffington Post) （页面存档备份，存于）
- “Finally, Brand Activism!” – Philip Kotler and Christian Sarkar (The Marketing Journal), January 9, 2017 （页面存档备份，存于）